# انجمن همبستگی آموزش و پرورش ترکستان شرقی
انجمن همبستگی آموزش و پرورش ترکستان شرقی (ETESA) یک سازمان سیاسی جدایی‌طلب اویغور است که دفتر آن در استانبول ترکیه است.

## هدف
انجمن همبستگی آموزش و پرورش ترکستان شرقی می‌گوید که هدف خود را پروروش و تربیت مسلمانان ترکستانی از طریق شناساندن اصول، فرهنگ و رفتار اسلامی اعلام کرده است.

## اتهام‌ها
دولت چین این سازمان به داشتن ارتباط با حزب اسلامی ترکستان (با نام پیشین: جنبش اسلامی ترکستان شرقی) متهم می‌کند. این انجمن اتهام را رد می‌کند.